# Havergal Brian
William Havergal Brian (ur. 29 stycznia 1876 w Dresden w hrabstwie Staffordshire, zm. 28 listopada 1972 w Shoreham-by-Sea w hrabstwie Sussex) – angielski kompozytor.

## Życiorys
Pochodził z klasy robotniczej. Był muzycznym samoukiem. W młodości był organistą w kościele w Meir. Przyjaźnił się z Edwardem Elgarem, Granvillem Bantockiem oraz Frederickiem Deliusem. Pozostał jednak na uboczu ówczesnego angielskiego życia muzycznego. Zdobył sobie popularność skomponowaną w 1905 roku pieśnią na chór Shall I compare thee to a summer day? Kolejne jego wczesne kompozycje wykonywane były na różnych festiwalach muzycznych, w tym w 1907 roku na The Proms. W 1913 roku przeprowadził się do Londynu, gdzie w następnych latach pisywał jako krytyk muzyczny do czasopism takich jak Musical Opinion i Musical World. W tym czasie jego muzyka popadła w zapomnienie. Ponownie odkryto ją na przełomie lat 40. i 50.

## Twórczość
Muzyka Briana utrzymana była w idiomie późnoromantycznym. Przez większość życia tworzył monumentalne dzieła instrumentalno-wokalne, cechujące się potężnym brzmieniem orkiestry, upodobaniem do stosowania instrumentów dętych blaszanych i harmoniką utrzymaną w systemie tonalnym.
Skomponował m.in. 32 numerowane symfonie (w tym I „The Gothic” na głosy solowe, chóry, 4 zespoły instrumentów dętych i orkiestrę symfoniczną 1927, IV „Das Siegeslied” na sopran, chór i orkiestrę 1933, V „Wine of Summer” na baryton i orkiestrę 1937), For Valour (1902), 5 English Suites, koncert skrzypcowy (1935), Ave atque vale (1968), Pantalon and Columbine na małą orkiestrę (1899), Adagio e dolente na wiolonczelę i fortepian (1947), utwory na fortepian: 4 Miniatures (1918), Preludium i fuga d-moll-D-dur (1924), Podwójna fuga E-dur (1924), utwory na chór a cappella: Shall I compare thee to a summer day? (1905), He was a rat (1913), Vitalspark of heavenly flame (1925), By the Waters of Babylon na baryton, chór i orkiestrę (1903), The Vision of Cleopatra na głosy solowe, chór i orkiestrę (1908), opery The Tigers do własnego libretta (1918, orkiestracja 1930), Turandot do libretta według Carlo Gozziego (1951), Faust do libretta według J.W. Goethego (1956), Agamemnon do libretta według Ajschylosa (1957).